# Anyphops capensis
Anyphops capensis là một loài nhện trong họ Selenopidae.
Loài này thuộc chi Anyphops. Anyphops capensis được George Newbold Lawrence miêu tả năm 1940.